# AGEOD
AGEOD (AGE Online Distribution), ridenominata tra il 2010 e il 2012 Paradox France, è un'azienda sviluppatrice e distributrice di videogiochi, in particolare quelli di strategia a turni con contesto storico.

## Storia
AGEOD fu fondata nel 2005 da Philippe Thibaut (fuoriuscito dalla Paradox, per cui aveva realizzato Europa Universalis) e da Philippe Malacher (creatore del motore AGE, usato da tutti i videogiochi AGEOD).
Il primo videogioco realizzato e distribuito dall'azienda fu Birth of America, ambientato nel periodo che va dalla guerra franco-indiana alla guerra d'indipendenza americana, passando per la guerra dei sette anni.
In seguito AGEOD pubblicò Ageod's American Civil War: The Blue and The Gray, ambientato durante la guerra civile americana, che a differenza del predecessore contiene anche una parte di amministrazione politica ed economica; il videogioco ricevette ottime recensioni e alcuni premi per il realismo del gameplay e l'accuratezza storica.
Dopo due videogiochi ambientati negli Stati Uniti d'America, gli sviluppatori di AGEOD decisero di concentrarsi sull'Europa e pubblicarono Le campagne di Napoleone, videogioco ambientato durante le guerre napoleoniche, in cui l'azienda diminuì le opzioni sugli aspetti civili per concentrarsi esclusivamente su quelli militari.
Il 17 dicembre 2009 AGEOD venne acquistata dalla Paradox Interactive, diventandone una sussidiaria e mutando nome nel 2010 in Paradox France.
Nel giugno 2012 Paradox France si separò da Paradox Interactive e ridivenne indipendente, riprendendo il nome di AGEOD e continuando a produrre videogiochi di strategia basati sull'AGE engine.
Nel dicembre 2012 AGEOD venne acquisita dal gruppo Slitherine/Matrix Games, fondendosi con essa.

## Giochi

Vecchio logo di AGEOD

### Sviluppati
- Birth of America (2006)
- Ageod's American Civil War: The Blue and The Gray (2007)
- Le campagne di Napoleone (2007)
- Birth of America 2: Wars in America (2008)
- Rise of Prussia (2010)
- Revolution Under Siege (2010)
- Pride of Nations (2011)
- Alea Jacta Est (2012)
- Civil War II (2013)
  - The Bloody Road South (2014)
- Rise of Prussia Gold (2013) [ Remaster of Rise of Prussia ]
- Espana 1936 (video game) (2013)
- To End All Wars (video game) (2014)
  - Breaking the Deadlock (2015)
- Revolution Under Siege Gold (2015) [ Remaster of Revolution Under Siege]
- Thirty Years' War (2015)
- Wars of Napoleon (2015)
- English Civil War (2017)
- Wars of Succession (2018)[5]
- Field of Glory: Empires (2019)[6][7][8]
  - Persia 550 - 330 BCE (2020)[9][10]

### Pubblicati
- Great Invasions (2006)
- Wicked Defence (2007)
- Montjoie! (2007)
- World War One (2008)